# Раймунд II Транкавель
Раймунд II Транкавель (фр. Raimond II Trencavel; 1207 — между 1263 и 1267) — граф Каркассона, Разес, Безье. Происходил из семьи Транкавелей и был единственным ребёнком Раймунда Роже Транкавеля (1185−1209) и его жены Агнес де Монпелье. В средневековых традициях его просто называют «Тренкавель».

## Биография
Согласно летописям Раймунд II родился в 1207 году. Его отец происходил из древнего влиятельного рода Лангедока, состоящих в родстве и с графами Тулузы и даже с французской короной. Мать была младшей дочерью графа де Монпелье Гийома VIII от второго брака с Агнес Кастильской,  однако законность этого брака вызывала споры. Единокровная сестра Агнес была арагонской королевой и сам Раймунд приходился двоюродным братом королю Арагона - Хайме I.
В возрасте 2-х лет он лишился отца и всех своих земель, после завоевания Каркассона Симоном де Монфором. Его мать бежала под защиту графов де Фуа, которые помогли ей и Раймунду переправиться в Арагон.
Из-за оккупации Каркассона Тренкавель вырос в изгнании при дворе Арагонского короля. Из-за своего юного возраста он не участвовал в боевых действиях, чтобы отвоевать свою страну. Но в 1224 году он смог вернуться в Каркассон под защитой графа Роже Бернара II де Фуа, после того как крестоносцы были в основном изгнаны из Лангедока. Во время своего правления он пытался уничтожить порядок установленный церковным орденом Крестового похода и руководил им, среди прочего, Ги Во-де-Серне, дядя хрониста Пьера де Во де Серне.
Тренкавель, однако, не смог закрепиться надолго, потому что летом 1226 года король Луи VIII возглавил новый крестовый поход в Лангедок. Городские лидеры Каркассона, уставшие после более чем пятнадцатилетней войны, передали город без боя королю, и Тренкавелю снова пришлось отправиться в изгнание в Арагон. В последующие годы Транкавель был вассалом графа Фуа в Лиму и отстаивал свои права в споре с короной.
Вторая попытка вернуть себе законные владения состоялась в 1240-х годах. Но и она не увенчалась успехом. Земля Тренкавелей была объединена королевскими владениями и была объявлена собственностью короны. Правовой основой для этого послужили  права последнего владельца, Амори VI де Монфор, которые письменно передал все свои владения в Лангедоке королю.
В сентябре 1244 года он отправился в суд в Мелун, где был переведен в вице-графы Безье, в качестве феодала, взамен чего он был вынужден заключить контракт с Короной. Ему пришлось отказаться от своих притязаний и прилюдно сломать графскую печать.
Известно что у него была жена и два сына, которые после смерти отца предпочли не называться Транкавелями, а стали графами де Безье.